# Rock Against Sexism

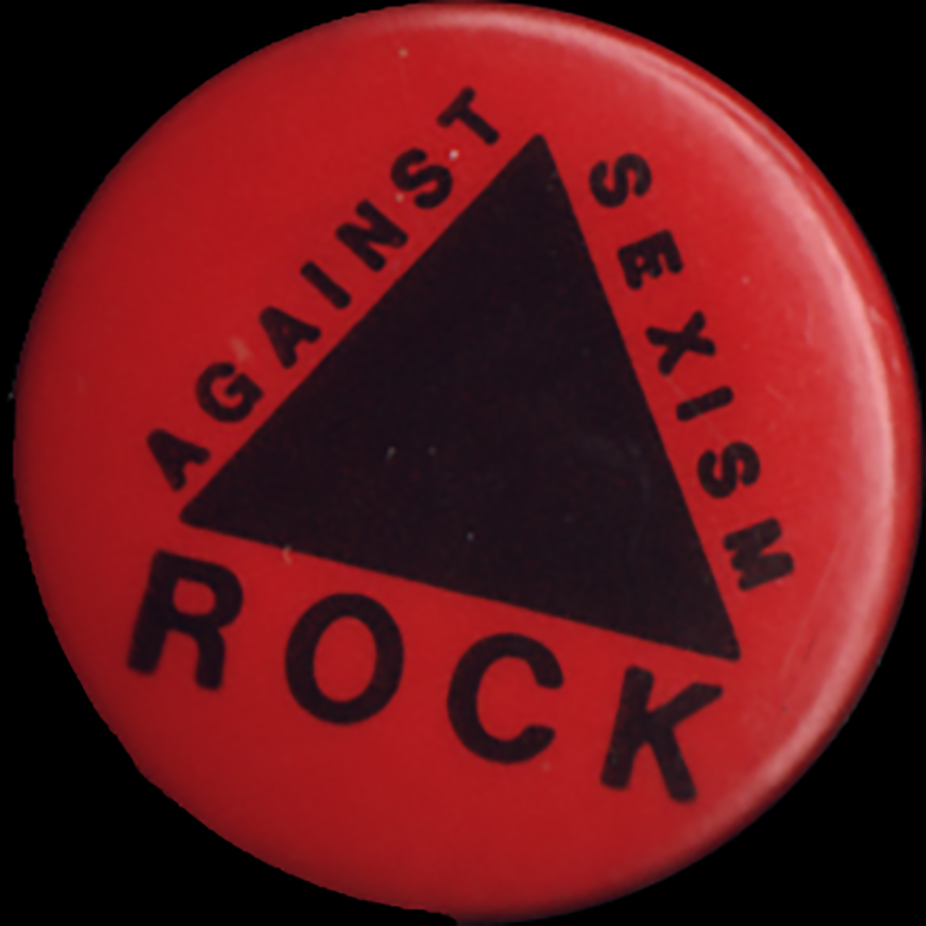
Rock against Sexism Badge aus Boston (1980er Jahre)

Rock Against Sexism (RAS) (übersetzt: Rockmusik gegen Sexismus) war eine 1981 gegründete politische und kulturelle Bewegung, die sich für die Förderung von Frauen und gegen Sexismus in der Welt der Rockmusik und Popkultur einsetzte. Die Szene war hauptsächlich in der Punkrock und Kunstszene aktiv.

## Geschichte
Rock Against Sexism fand seinen Anfang 1978 im Vereinigten Königreich. Im Laufe der 1980er Jahre konnte die Bewegung auch in den USA Fuß fassen. Am Anfang wurde Aufmerksamkeit für RAS auf Veranstaltungen der Rock-Against-Racism-Bewegung (RAR) generiert. Des Weiteren war das RAS auch stark von Rock Against Racism inspiriert und beeinflusst und beide Bewegungen teilten sich viele Mitglieder. Prominente RAR Organisatoren betrachteten das RAS als Schwesterorganisation und beide Bewegungen unterstützten sich gegenseitig.
Die Bewegung wurde 1994 aufgelöst.
Im Vereinigten Königreich startete die Bewegung inmitten von Kontroversen, als bei Rock und Reggeakonzerten Bands spielten, die von der Szene als frauenfeindlich betrachtet wurden. Zudem beschwerten sich immer mehr Menschen über die Erwartung an Frauen, ihren Körper bei öffentlichen Auftritten oder in der Werbung zur Schau zu stellen. Dies führte zu Diskussionen innerhalb der Musik- und Kunstgemeinschaft über Sexismus, welche wiederum im November 1978 zur Gründung von Rock Against Sexism führte. Bei der Gründung nannte die Bewegung folgende Ziele für ihre Bewegung:
- Sexismus in Rockmusik bekämpfen
- Allgemeiner Sexismus mit Musik bekämpfen
- Stereotypen in Frage stellen
- positive Darstellung von Frauen in Musik fördern[7]

In den USA war RAS in Boston situiert. Sie verstand sich als eine aktivistische Gruppe von Künstlern, Musikern und anderen, die Sexismus und Heterosexismus in der Rockkultur bekämpfen wollten, indem sie Musikerinnen und Alternativen zum Mainstream der Rockmusik unterstütze. Die Bewegung sponserte örtliche Punkkonzerte und Radiosendungen, brachte ein Fanmagazine, oder Zine, heraus, organisierte Proteste und marschierte zusammen bei größeren Ereignissen wie die Gay Pride Veranstaltungen in Boston und New York. Zusätzlich veranstaltete die Bewegung monatliche Tanzfeste in einer örtlichen Schwulenbar und organisierten Benefizveranstaltungen für die HIV/AIDS Aktivismusgruppe Act Up.

## Auswirkung
Rock Against Sexism hat Punkrock, performative Kunst, Installationskunst und andere Veranstaltungen von Frauen und Mitglieder der LGBT-Community unterstützt. In Boston hat sie Workshops für Frauen, die in einer Band spielten oder eine starten wollten organisiert. Die RAS war der Vorreiter der Riot Grrrl Bewegung und hat Frauen einen größeren Zugang zur Punkkultur gewährt.